# Ron Kroon
Ron Kroon, all'anagrafe Ronald Kroon (Amsterdam, 17 settembre 1942 – Huizen, 12 luglio 2001), è stato un nuotatore e fotografo olandese.

## Carriera

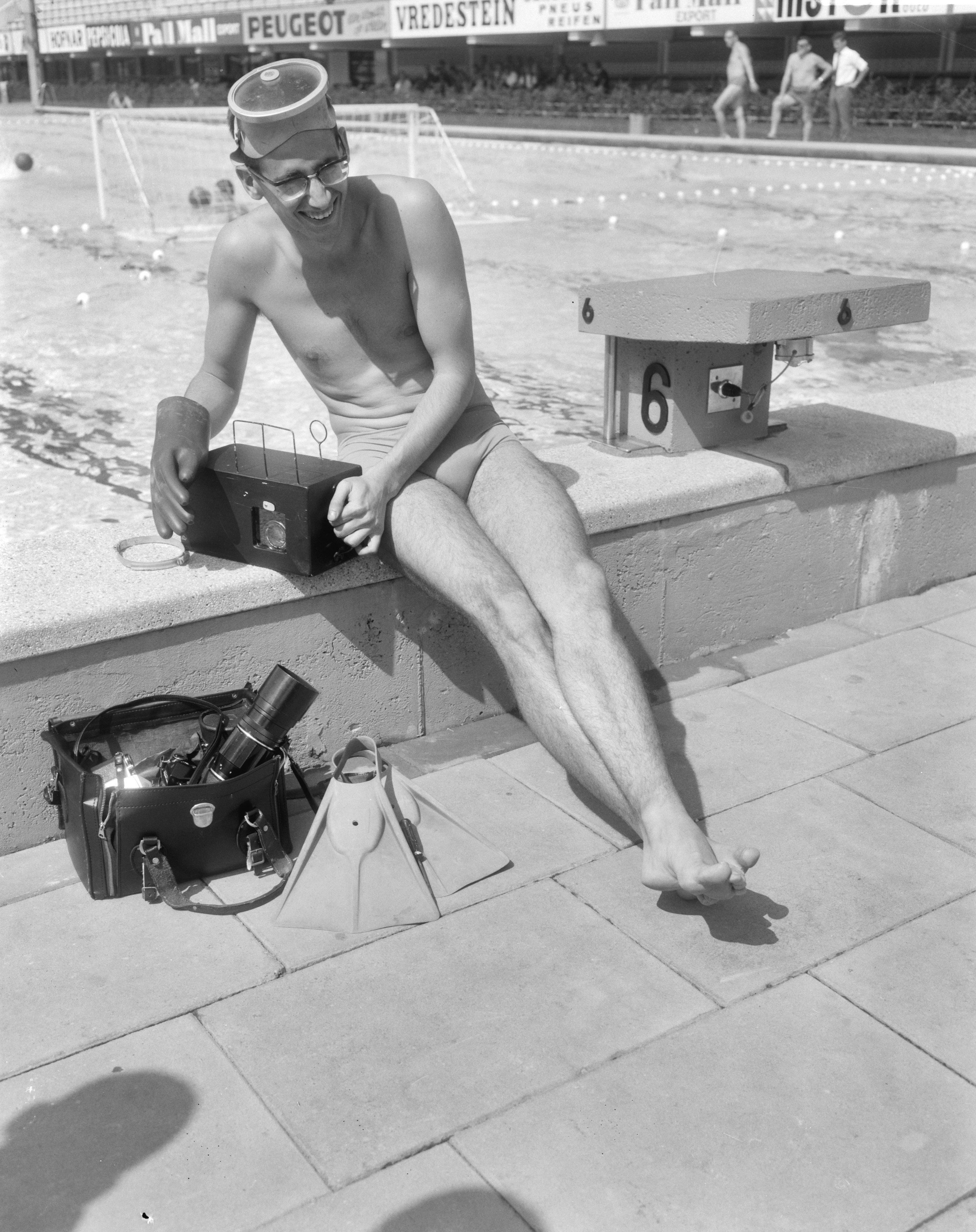
Ron Kroon con una macchina fotografica subacquea nel 1966

Stileliberista e mistista, debuttò nel panorama natatorio internazionale all'età di diciassette anni, quando prese parte alle Olimpiadi di Roma nel 1960. In questa rassegna, raggiunse le semifinali nella gara dei 100 m stile libero e la finale in staffetta 4x100 misti, ottenendo l'ottava piazza insieme ai compagni Jan Jiskoot, Wieger Mensonides e Gerrit Korteweg.
Fu più volte campione nazionale sulla distanza dei 100 m stile libero, ove detenne il record nazionale fino al 1968. In carriera stabilì svariati primati, risultando inoltre il primo olandese ad infrangere la barriera dei 55 secondi.
In occasione dei campionati europei di nuoto 1962, prese parte a quattro gare: vinse due medaglie di bronzo nei 100 m stile libero e nella staffetta 4x100 misti (insieme a Jan Weeteling, Jiskoot e Mensonides), si piazzò poi quinto nella staffetta 4x200 m stile libero e settimo nella staffetta 4x100 m stile libero.
Due anni più tardi, partecipò alle Olimpiadi di Tokyo, gareggiando nelle stesse distanze. Fu quindicesimo in semifinale nei 100 m stile, per poi mancare l'accesso alla finale in tutte e tre le staffette (4x100 m stile, 4x200 m stile e 4x100 m misti).
Ritiratosi dal nuoto, si dedicò all'attività di fotografo lavorando per l'agenzia di stampa ANEFO negli anni sessanta. Nel decennio successivo fu caporedattore del programma sportivo di AVRO Sportpanorama. Tra il 1995 e il 1999 fu regista della trasmissione televisiva per bambini Telekids.
Ron Kroon morì all'età di cinquantotto anni nel luglio del 2001.

## Palmarès
| Giochi olimpici          | 100 m stile libero | 4 × 100 m st. libero                   | 4 × 200 m st. libero                     | 4 × 100 m misti                       |
| 1960 Roma Italia         | 17º in SF - 57"9   | ---                                    | ---                                      | 8º - 4'18"2 frazione: 55"9            |
| 1964 Tokyo Giappone      | 15º in SF - 55"70  | 10º in batteria - 3'43"8 frazione 55"9 | 12º in batteria - 8'27"7 frazione 2'07"2 | 9º in batteria - 4'12"6 frazione 55"3 |
| Campionati europei       | 100 m stile libero | 4 × 100 m st. libero                   | 4 × 200 m st. libero                     | 4 × 100 m misti                       |
| 1962 Lipsia Germania Est | Bronzo: 55"5       | 7º - 3'49"8                            | 5º - 8'33"6                              | Bronzo: 4'10"9                        |